# Monumento a Karl Marx

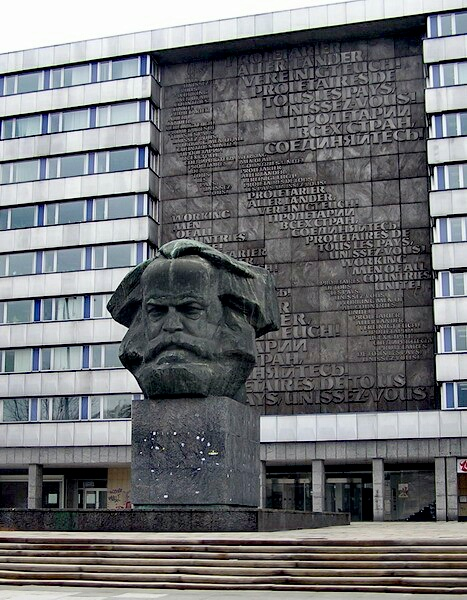
Il Monumento di Karl Marx a Chemnitz.

Il monumento a Karl Marx è una scultura in bronzo alta 7,1 m (con un piedistallo di oltre 4,5 m) che ritrae il capo stilizzato di Karl Marx. Dal peso di 40 tonnellate, fu realizzata sulla base di un progetto dell'artista sovietico Lev Kerbel' e fu inaugurata nel 1971. Rappresenta l'attrazione turistica principale di Chemnitz, città della Sassonia, ed è collocato nel centro cittadino sulla Brückenstraße vicino all'incrocio con la Straße der Nationen. Questo monumento è, dopo la testa di Lenin situata a Ulan-Udė, il secondo busto più grande del mondo. Sul muro dietro il monumento è presente la scritta "Proletari di tutti i paesi, unitevi!", tratta dal Manifesto del Partito Comunista, riportata in tedesco, inglese, francese e russo. L'opera è stata realizzata da un collettivo di artisti, in cui è stata coinvolto il grafico Helmut Humann. Dietro il monumento si trova attualmente una sede dell'Ufficio delle imposte e delle finanze.

## Soprannomi
Il monumento a Karl Marx è spesso chiamato anche Karl-Marx-Kopf ("Testa di Karl Marx" ) e Nischel. Quest'ultimo è il soprannome usato dai cittadini di Chemnitz e deriva dal nome tedesco centrale per indicare la testa o il teschio. L'area comprendente il monumento fu quindi popolarmente chiamata Schädelstätte, ovvero "luogo del cranio", in riferimento alla traduzione di Martin Lutero della parola ebraica relativa al "Golgota".

## Storia

### Creazione
Dopo la nascita della Repubblica Democratica Tedesca, la città e il distretto di Chemnitz furono rinominate in Karl-Marx-Stadt il 10 maggio 1953, e il governo locale avviò il processo di ricostruzione seguendo una pianificazione urbana di stampo socialista. Tale trasformazione avrebbe dovuto avere come apice la realizzazione di un monumento dedicato al padre del comunismo. 
Per la creazione di una tale opera, lo scultore sovietico Lev Kerbel' ideò 10 modelli diversi, di cui solo uno comprendeva la sola testa del filosofo poggiata su un piedistallo. Tutti gli altri progetti prevedevano invece una rappresentazione a figura intera di Karl Marx. Alla fine, fu optata la creazione della sola testa, poiché uno spettatore avrebbe potuto vedere le scarpe del filosofo che sarebbero state all'altezza degli occhi dell'osservatore. 
Inizialmente, il monumento fu realizzato in bronzo nella fonderia artistica "Monument Skulptura" di Leningrado, dove sarebbe stato poi smontato in 95 parti che avrebbero dovuto essere saldati insieme una volta arrivati a Karl-Marx-Stadt. Tuttavia, la tecnica sovietica non venne considerata la più adatta e quindi, con il timore di perdere alcune parti della statua durante il trasferimento e dell'eventualità di una fragilità delle saldature, fu presa la decisione di trasferire l'ordine alla VEB Germania e di crearlo direttamente nella RDT. Con una spesa di 1,5 milioni di marchi tedeschi dell'est, Il monumento in bronzo fu quindi montato ininterrottamente con forti pressioni da parte della committenza e posto su una base e un piedistallo ricoperti di granito Korninskij dalla RSS Ucraina.
Il 9 ottobre 1971, il monumento fu inaugurato di fronte a circa 250.000 persone che si trovavano lungo la Karl-Marx-Allee, oggi Brückenstraße. All'inaugurazione della statua erano presenti, tra l'altro, Erich Honecker e Robert-Jean Longuet, il pronipote di Karl Marx. 
Come punto di riferimento di Karl-Marx-Stadt, il monumento fece da sfondo a concorsi e altri eventi di massa durante i giorni di festa della RDT. Nonostante Karl Marx fosse il padre dei principi anticapitalisti alla base dell'ideologia del Partito Socialista Unificato di Germania al governo della RDT, l'opera fu posizionata davanti a un Intershop, un negozio statale dedicato alla vendita di beni di consumo occidentali riservati ai turisti dall'ovest.

### Dopo il 1990

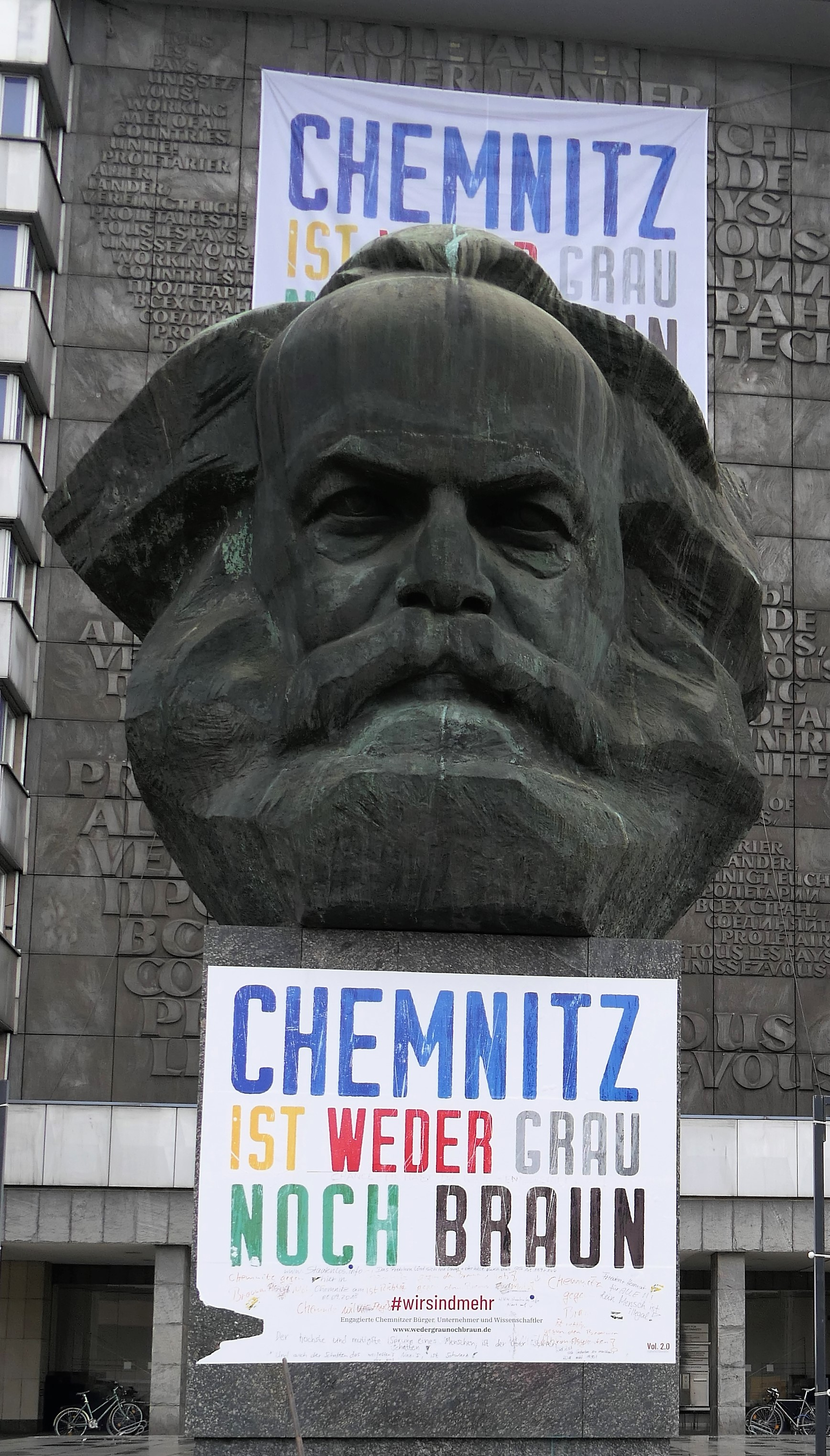
Striscioni sul monumento di Karl Marx: "Chemnitz non è né grigia né marrone" (2018)

Dopo la riunificazione tedesca del 1990, l'opera è stata preservata nella città successivamente ribattezzata Chemnitz, anche se si accesero dibattiti riguardanti la ri-denominazione dei nomi precedenti delle strade e una demolizione del monumento. Tuttavia, numerose città in tutto il mondo hanno annunciato il loro interesse per acquistare la statua, tra cui Colonia.
Ne 2007, l'artista lituano Deimantas Narkevicius propose di realizzare una copia della testa per una mostra scultorea a Münster, ma il progetto fu bloccato a causa sia del veto imposto dalla vedova di Kerbel' e sia dall'accoglienza negativa da parte di Chemnitz, che considerò l'opera come un monumento unico. Gli studenti dell'Università di arte e design industriale di Linz e del Dipartimento di arte applicata di Schneeberg dell'Università di scienze applicate della Sassonia occidentale Zwickau hanno progettato, in collaborazione con la Neue Sächsische Galerie di Chemnitz, un recinto temporaneo intorno al monumento e un percorso per visitare la testa dall'interno. Il progetto artistico, intitolato "Temporary Museum of Modern Marx", è stato inaugurato il 17 giugno 2008 (nello stesso giorno dello scoppio dei moti operai del 1953 nella Germania Est) e durò fino al 31 agosto 2008, nello stesso giorno in cui nel 1990 fu firmato il Trattato per l'unificazione.
Dalla fine del 2011 al 4 aprile 2012, l'amministrazione investì circa 100.000 euro per attuare delle misure di restauro: erano infatti presenti dei danni alla superficie e al calcestruzzo della base causati dalla penetrazione dell'acqua nelle giunture della piastra e dall'umidità accumulata. Nel marzo 2013, il gruppo reggae tedesco Seeed ha girato il suo video musicale per la canzone Deine Zeit al Karl-Marx-Monument di Chemnitz.
Durante i disordini a Chemnitz nel 2018, il monumento è diventato il luogo di incontro per diversi gruppi politici al centro della copertura mediatica.

## Galleria d'immagini

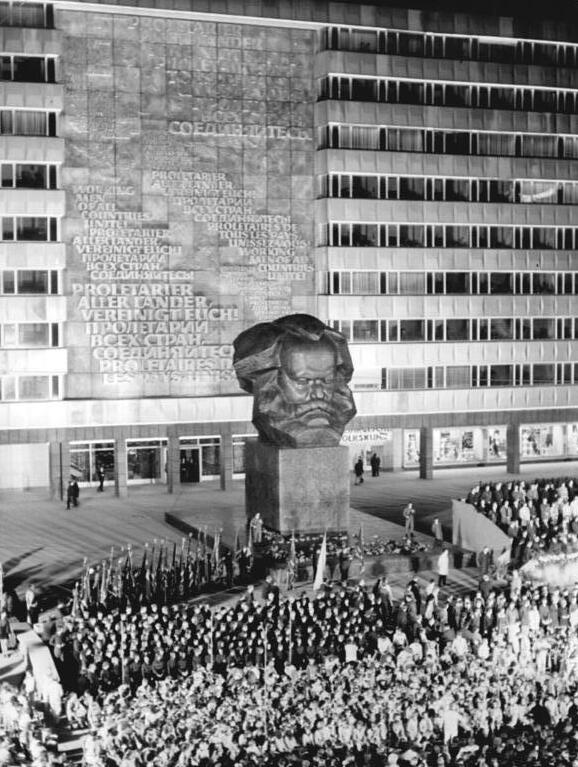
Comizio della Libera Gioventù Tedesca nella sera dell'innaugurazione, 9 ottobre 1971.
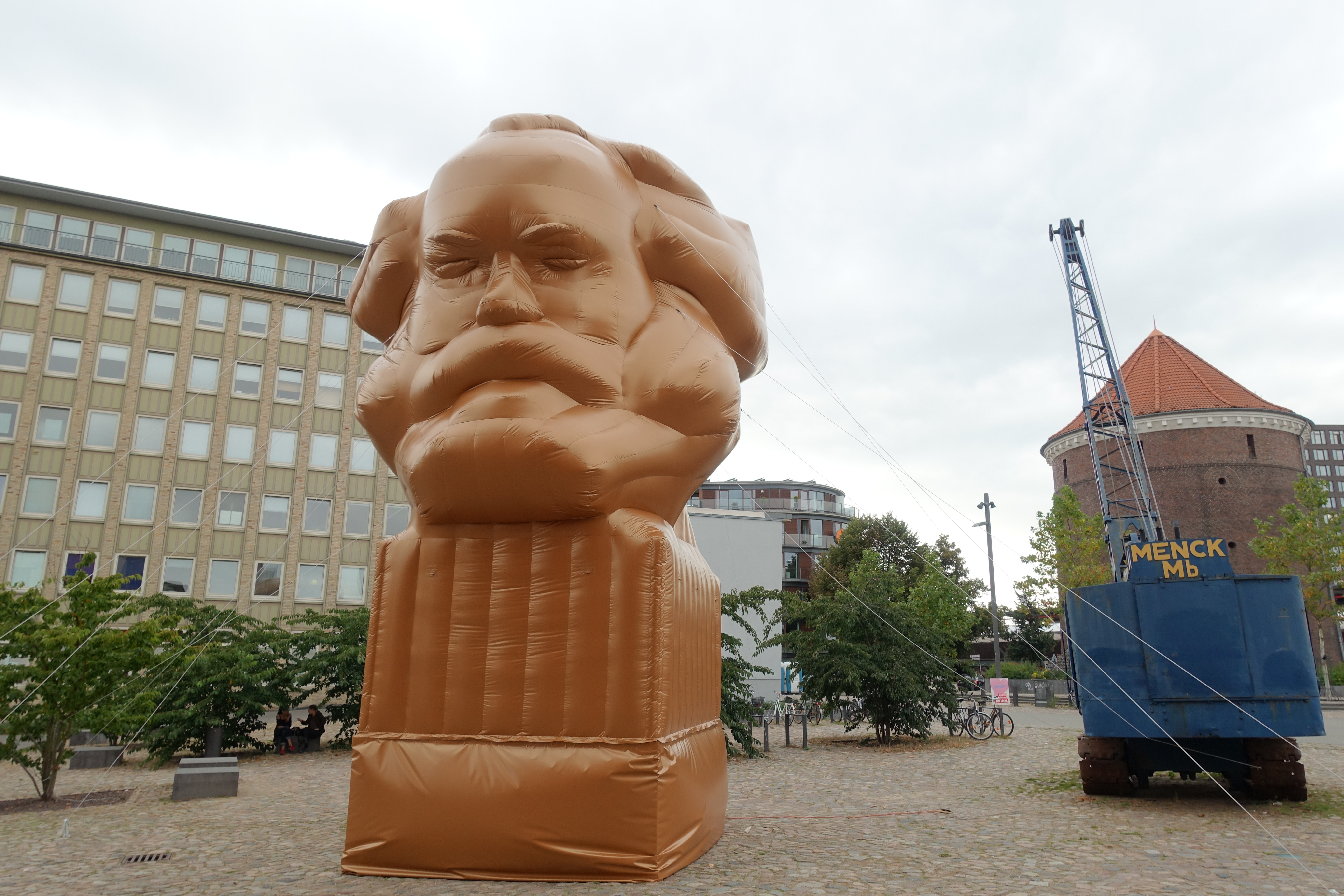
Copia in plastica del monumento di Karl Marx di Chemnitz davanti al Museo del lavoro di Amburgo per la mostra "Kapital".
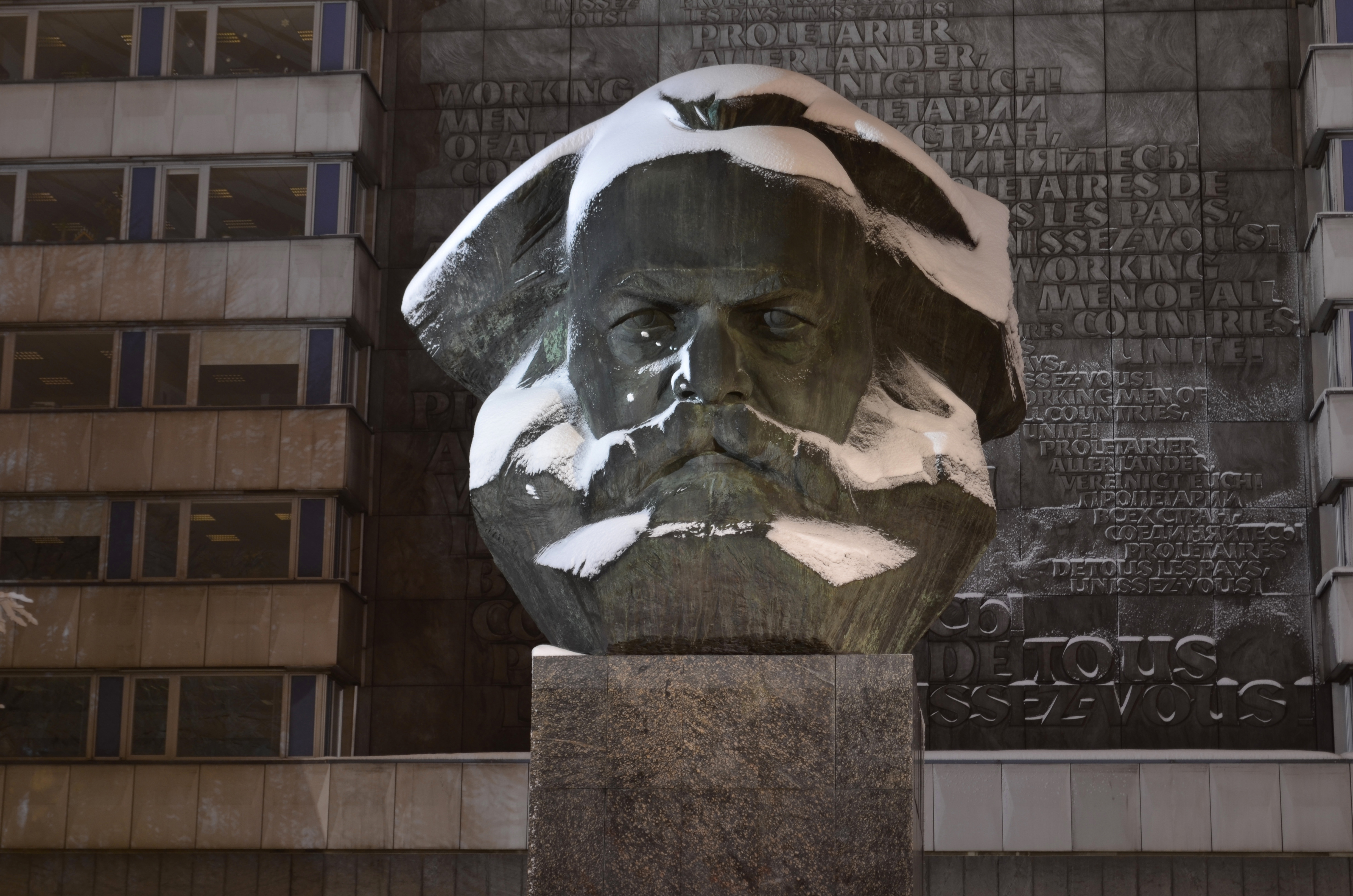
La testa in una giornata d'inverno.